# Христо Живков
Христо Живков е български актьор.

## Биография
Роден е на 18 февруари 1975 година в София. Сестра му Димитрина Живкова също е актриса. Завършва кинорежисура в НАТФИЗ. Играе в българските игрални филми „Суламит“ (1997, реж. Христо Христов по сц. на Владо Даверов), „Остатъци“ (тв филм, 1990, реж. Росен Елезов) и „Печалбата“ (2001, реж. Магърдич Халваджиян). След това често е отказвал покани за роли в българското кино. Има участия в общо 25 филма, много от които италиански – някои от тях на известни режисьори като братя Тавиани, Ермано Олми, Марко Белокио и др.
Популярност му носи участието в италианския филм „Занаятът на оръжията“ (2001) в ролята на Джовани де Медичи, както и в „Страстите Христови“ (2004) в ролята на Йоан Богослов. През 2006 г. играе в италиански телевизионен сериал.
Емир Кустурица кани Христо Живков за участник в мега спектакъла „Великата Гърция – митът за произхода“, където участва и италианският актьор Джанкарло Джанини в ролята на Оракула. Христо Живков играе в главната роля на „В моя памет“ на Саверио Костанцо – филм, с който се открива фестивалът в Берлин през 2007 г.
Продуцент е на няколко италиански и български филма, сред които и дебюта на Милко Лазаров „Отчуждение“. Режисьор е на документалния филм „Неудобният д-р Кръстев“ за създателя на кръга „Мисъл“.
През 2016 г. участва в българското риалити предаване „Биг Брадър“.
Христо Живков умира на 48 години на 31 март 2023 г. в Лос Анджелис от рак на панкреаса.